# Margret Schlüter
Margret Schlüter (* 13. August 1952 in Michelbach am Wald) ist eine deutsche Verwaltungsjuristin. Sie war von 1999 bis 2004 Staatssekretärin im Ministerium für Arbeit, Soziales, Gesundheit und Frauen des Landes Brandenburg und von 2000 bis 2004 gleichzeitig Gleichstellungsbeauftragte des Landes Brandenburg.

## Leben
Margret Schlüter besuchte von 1959 bis 1966 die Volksschule und von 1966 bis 1972 das Gymnasium, wo sie 1972 das Abitur in Öhringen ablegte. Sie studierte von 1972 bis 1979 Rechtswissenschaften an der Freien Universität Berlin und absolvierte 1979 das erste juristische Staatsexamen sowie 1981 das zweite juristische Staatsexamen.
Sie trat 1982 als Referentin in den Dienst des Bundesaufsichtsamtes für das Kreditwesen, wo sie von 1991 zur Leiterin des Personalreferates und 1995 zur Leiterin der Zentralabteilung avancierte. Danach war sie von 1996 bis 1999 Leiterin der Zentralabteilung im Ministerium der Finanzen des Landes Brandenburg, zuletzt als Ministerialdirigentin.
Im Oktober 1999 wurde die parteilose Schlüter unter Minister Alwin Ziel (SPD) als Nachfolgerin von Clemens Appel zur Staatssekretärin im Ministerium für Arbeit, Soziales, Gesundheit und Frauen des Landes Brandenburg und im Mai 2000 zusätzlich zur Gleichstellungsbeauftragten des Landes Brandenburg ernannt. Sie schied aus beiden Ämtern 2004 aus. Auf sie folgte als Staatssekretär Winfrid Alber und als Gleichstellungsbeauftragte die Ministerin Dagmar Ziegler (SPD).